# Eulepidotis penumbra
Eulepidotis penumbra là một loài bướm đêm trong họ Erebidae.